# Eclissi solare del 1º ottobre 1921
L'Eclissi solare dell'1 ottobre 1921, di tipo totale, è un evento astronomico che ha avuto luogo il suddetto giorno attorno alle ore 12:35 UTC. La durata della fase massima dell'eclissi è stata di 1 minuto e 52 secondi e l'ombra lunare sulla superficie terrestre raggiunse una larghezza di 291 km.
L'eclissi del 1º ottobre 1921 divenne la seconda eclissi solare nel 1921 e la 49ª nel XX secolo. La precedente eclissi solare si è verificata l'8 aprile 1921, la seguente il 28 marzo 1922.
L'eclissi solare totale è passata attraverso la penisola antartica dell'Antartide, Terra della Regina Maud, Enderby Land, McRobertson Land, Wilkes Land. In fase parziale ha coperto parti del Centro Sud America e dell'Antartide; Il punto di massima totalità era in mare vicino all'isola di King George al largo della costa dell'Antartide.

## Percorso e visibilità
L'eclissi è comparsa all'alba locale sulla superficie dell'Oceano Pacifico sud orientale, a circa 1.400 chilometri a ovest della punta meridionale del Cile. In seguito l'ombra della luna si è spostata a sud-est attraverso lo stretto di Drake, oltre l'estremità settentrionale della penisola antartica e approssimativamente a sud-est dell'isola Seymour. Il punto di massima eclissi è stato raggiunto in mare al largo a circa 180 chilometri. Dopodiché, l'Umbra ha attraversato il Mare di Weddell ed è rientrata in Antartide nella parte sud-occidentale della Terra della Regina Maud, spostandosi verso l'entroterra profondo vicino al Polo Sud, passando per l'entroterra profondo di Enderby Land e McRobertson Land e gradualmente dirigendosi a nord est. L'evento è terminato nell'entroterra profondo a Wilkes Land.
Oltre alla stretta zona di eclissi totale, un'eclissi solare parziale poteva essere vista nella penombra lunare nel Sud America centrale e meridionale, e in circa metà dell'Antartide vicino all'Oceano Atlantico .

## Eclissi correlate

### Eclissi solari 1921 - 1924
Questa eclissi è un membro di una serie semestrale. Un'eclissi in una serie semestrale di eclissi solari si ripete approssimativamente ogni 177 giorni e 4 ore (un semestre) in nodi alternati dell'orbita della Luna.

### Ciclo di Saros 127
L'evento fa parte del ciclo di Saros 127, che si ripete ogni 18 anni, 11 giorni, contenente 82 eventi. La serie iniziò con l'eclissi solare parziale il 10 ottobre 991 d.C. Contiene eclissi totali dal 14 maggio 1352 al 15 agosto 2091. Non ci sono eclissi anulari in questa serie. La serie termina al membro 82 con un'eclissi parziale il 21 marzo 2452. La durata più lunga della totalità è stata di 5 minuti e 40 secondi il 30 agosto 1532. Tutte le eclissi di questa serie si verificano nel nodo ascendente della Luna.